# Maira xizangensis
Maira xizangensis är en tvåvingeart som beskrevs av Shi 1995. Maira xizangensis ingår i släktet Maira och familjen rovflugor. Inga underarter finns listade i Catalogue of Life.